# Andrew Melville

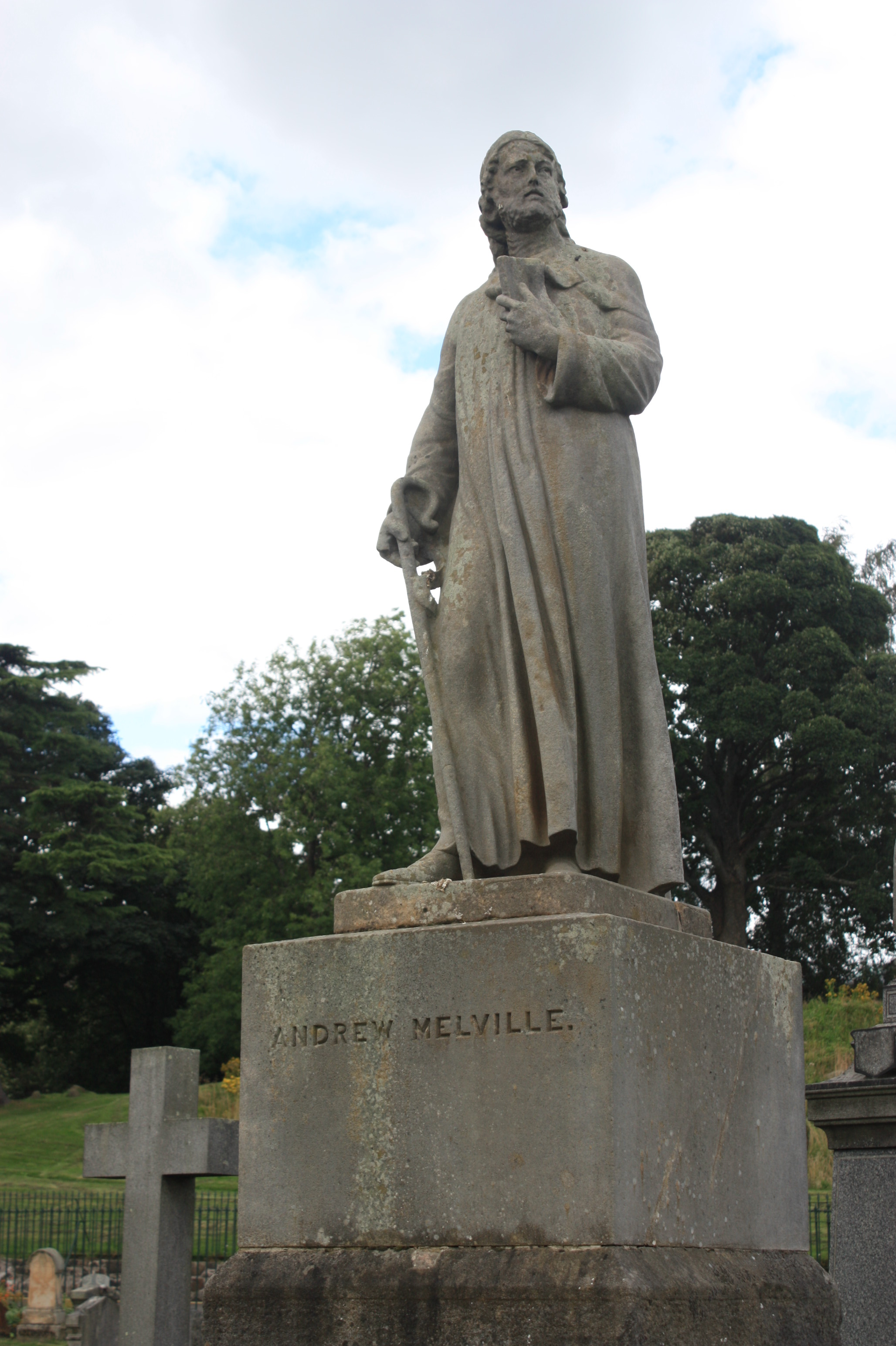
Estátua de Andrew Melville em Valley Cemetery, Stirling, feita por Alexander Handyside Ritchie Depois de passar alguns dias em Stirling, onde foi apresentado ao jovem Jaime VI e teve algumas consultas com Buchanan, Melville se estabeleceu em Glasgow no início de novembro de 1574.

Andrew Melville (1 de agosto de 1545 – 1622) foi um acadêmico, teólogo, poeta e reformador religioso escocês. Sua fama encorajou estudiosos do Continente europeu a estudar em Glasgow e St. Andrews.
Ele nasceu em Baldovie, em 1 de agosto de 1545, sendo o filho mais novo de Richard Melville de Baldovie e de Geills, filha de Thomas Abercrombie de Montrose. Foi educado na Escola de Gramática de Montrose e na Universidade de St Andrews. Posteriormente, foi para a França em 1564 e estudou Direito na Poitiers. Tornou-se regente no Colégio de Marceon e participou da defesa de Poitiers contra os Huguenotes. Em seguida, foi para Genebra, onde foi nomeado Professor de Humanidades. Retornou à Escócia em 1574 e foi nomeado Reitor da Universidade de Glasgow no outono daquele ano. Fez muito para estabelecer a Universidade em bases adequadas e fundou quatro cadeiras em Línguas, Ciência e Filosofia. Foi admitido como ministro de Govan em conjunto em 13 de julho de 1577. Melville foi eleito Moderador da Assembleia Geral da Igreja da Escócia em 24 de abril de 1578. Ele se opôs à tendência episcopal na Igreja e fez muito para estabelecer a forma de governo presbiteriana. Também trabalhou para reformar as universidades escocesas, especialmente a de St Andrews; a St Mary's foi então dedicada à Teologia, e Melville foi nomeado seu Diretor em novembro de 1580. Foi novamente eleito Moderador da Assembleia Geral em 24 de abril e 27 de junho de 1582, e em 20 de junho de 1587. Na Assembleia de outubro de 1581, participou ativamente da denúncia contra Robert Montgomery, Bispo de Glasgow, por práticas simoníacas.
Melville foi nomeado para integrar uma comissão que deveria visitar Jaime VI em 1582, apresentando uma petição e remonstrância que, apesar das súplicas de seus amigos, ele mesmo entregou. Em 15 de fevereiro de 1584, foi convocado perante o Conselho Privado sob acusação de traição devido a um sermão pregado em St Andrews em junho do ano anterior, e ordenado a ser preso em Blackness. Porém, seus amigos o ajudaram a fugir para a Inglaterra. Com a queda de Arran, retornou à Escócia e foi reintegrado pelo Parlamento em Linlithgow em dezembro de 1585. Em 1590, tornou-se reitor da Universidade de St Andrews, cargo que ocupou até 1597, e na coroação da Rainha, em 17 de maio de 1590, recitou um poema em latim chamado Stephaniskion. Foi novamente nomeado Moderador da Assembleia Geral em 7 de maio de 1594, mas numa visita do Rei à Universidade em junho de 1597, foi destituído do seu reitorado. Compareceu à Assembleia Geral em Dundee, em março de 1598, mas foi ordenado pelo Rei a se retirar.
Em 1599, foi nomeado Decano da Faculdade de Teologia. Em 1599, fez com que o Sínodo de Fife censurasse certas proposições no Basilikon Doron, escrito pelo Rei. Na Assembleia de Montrose, em março de 1600, reivindicou sem sucesso seu direito de assento, mas obteve êxito na Assembleia de Burntisland, em maio de 1601. Participou da Assembleia realizada em Aberdeen em 1605 e, junto a outros, apresentou um protesto ao Parlamento em Perth em 1606 em favor do direito de livre Assembleia. Por isso, foi convocado com outros a Londres, onde foi citado perante o Conselho Privado inglês por escrever um duro epigrama em latim contra os acessórios do culto anglicano e colocado sob custódia de John Overal, doutor em Divindade, Reitor de St Paul's, e depois sob a custódia de Bilson, Bispo de Winchester. Novamente levado ao Conselho Privado, respondeu com um discurso violento contra aquele Tribunal e foi confinado em regime de solitária na Torre de Londres. Henrique de la Tour, Duque de Bouillon, tendo obtido sua libertação, nomeou-o para a Cátedra de Teologia Bíblica na Universidade de Sedã, e Melville embarcou para a França em 19 de abril de 1611. Faleceu solteiro, após uma série de doenças, em Sedã, em 1622.

## Primeiros anos de vida e educação inicial
Ele nasceu em Baldovie perto de Montrose, sendo o filho mais novo de Richard Melville (irmão de Melville de Dysart).
Andrew era o mais jovem de nove filhos de Richard Melville de Baldovy, próximo a Montrose, onde nasceu em 1 de agosto de 1545. É descrito como o nono filho, ainda que em uma carta de 1612 ele afirme ter sobrevivido a seus “catorze irmãos”. Seu pai perdeu a vida na Batalha de Pinkie, quando Andrew tinha apenas dois anos, e sua mãe faleceu pouco tempo depois, sendo ele criado sob os cuidados de seu irmão mais velho, Richard (1522–1575), que mais tarde se tornaria ministro de Maryton. Em idade apropriada, enviou Andrew para a escola de gramática de Montrose.
Desde cedo, Melville demonstrou gosto pelo aprendizado, e seu irmão fez todo o possível para lhe proporcionar a melhor educação. Ele aprendeu os rudimentos de latim na escola de gramática de Montrose e, ao deixar essa escola, estudou grego por dois anos com Pierre de Marsilliers, um francês que John Erskine de Dun havia persuadido a se estabelecer em Montrose; tal era a proficiência de Melville que, ao chegar à Universidade de St Andrews, surpreendeu os professores ao usar o texto grego de Aristóteles, que ninguém ali compreendia. Ao concluir seu curso, Melville deixou St Andrews com a reputação de “o melhor poeta, filósofo e helenista de todos os jovens mestres do país”.

## Viagens e estudos na Europa
Em 1564, aos dezenove anos, partiu para a França a fim de concluir sua formação na Universidade de Paris. Tendo se formado em St. Andrews, seguiu para a França no outono de 1564, chegando a Paris vindo de Dieppe, após uma viagem sinuosa e tempestuosa. Lá, adquiriu grande fluência em grego, fez aquisições em línguas orientais, estudou matemática e direito, e esteve sob a influência direta de Pierre de la Ramée (Petrus Ramus), cujos novos métodos de ensino ele viria a transplantar para a Escócia.
Ele também assistiu ao último ciclo de palestras de Adrianus Turnebus, professor de grego, bem como as de Petrus Ramus, cujo método filosófico e plano de ensino Melville mais tarde introduziu nas universidades escocesas. Foi também em Paris que Melville estudou hebraico com Jean Mercier, um dos principais hebraístas da época. De Paris, seguiu para Poitiers (1566) para estudar Direito civil, e embora tivesse apenas 21 anos, aparentemente foi nomeado imediatamente regente do Colégio de St Marceon. Depois de três anos, porém, dificuldades políticas o forçaram a deixar a França, indo para Genebra, onde foi recebido por Teodoro de Beza, que o incentivou a assumir a cátedra de humanidades na academia de Genebra.

## Acadêmico na Escócia

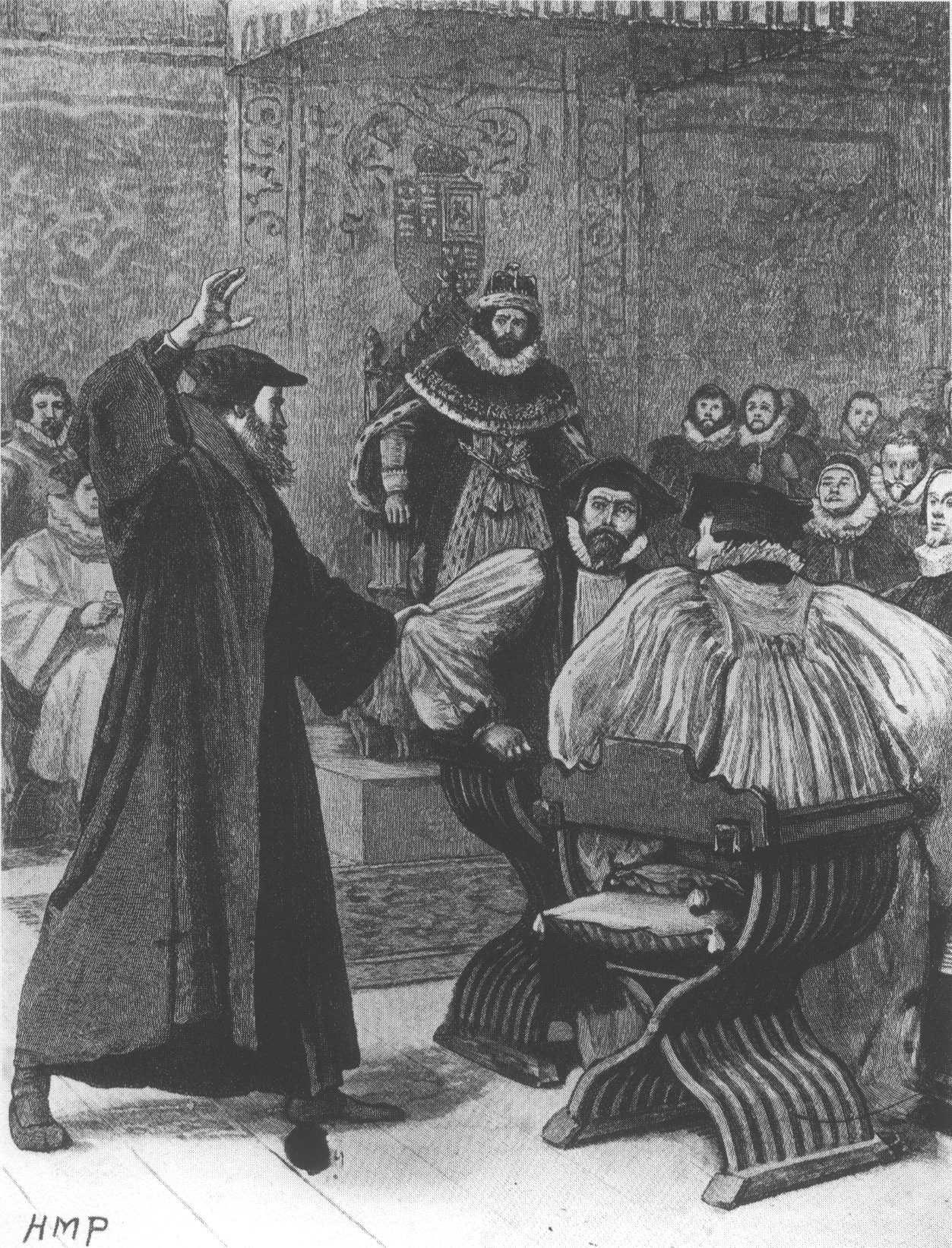
Uma representação vitoriana fantasiosa de Melville repreendendo bispos na presença de Jaime VI

Além de lecionar, Melville continuou estudando literatura oriental e, em particular, adquiriu de Cornelius Bertram, um de seus colegas professores, conhecimentos de siríaco. Em Genebra, ainda em 1572, conheceu Joseph Scaliger e Francis Hottoman, que naquele ano, após o massacre do Dia de São Bartolomeu, se estabeleceram na cidade. Enquanto vivia em Genebra, o Massacre da noite de São Bartolomeu em 1572 levou grande número de refugiados protestantes à cidade, incluindo vários dos mais ilustres homens de letras franceses da época. Entre eles, havia homens versados em direito civil e ciência política, e o convívio com eles aumentou os conhecimentos de Melville e ampliou suas ideias sobre liberdade civil e eclesiástica. Em 1574, Melville voltou à Escócia e, quase imediatamente, recebeu a nomeação de Diretor da Universidade de Glasgow, iniciando uma renovação na instituição. Além de suas obrigações na universidade, atuou como ministro da igreja de Govan, nas imediações.
Melville se dedicou a estabelecer um bom sistema educacional. Ampliou o currículo e criou cátedras em línguas, ciências, filosofia e teologia, que foram confirmadas por carta régia em 1577. Sua fama se espalhou, e estudantes de toda a Escócia e de fora passaram a frequentar suas aulas. Ajudou na reconstrução da Universidade de Aberdeen em 1575 e, para fazer em St Andrews o que havia feito em Glasgow, foi nomeado Diretor da St Mary's College em 1580. Suas atribuições incluíam o ensino de teologia, hebraico, caldeu, siríaco e línguas rabínicas.
Como membro da Assembleia Geral, teve papel de destaque em todas as medidas desse órgão contra o episcopalismo; e, por sua firme oposição a essa forma de governo da Igreja, recebeu o apelido de Episcopomastix, ou O Flagelo dos Bispos. Um exemplo notável de sua coragem ocorreu num encontro, em outubro de 1577, entre ele e o Regente Morton, quando este, irritado com as deliberações da Assembleia, exclamou: “Nunca haverá tranquilidade neste país até que meia dúzia de vocês sejam enforcados ou banidos!” “Ouça, senhor”, respondeu Melville, “ameace seus cortesãos dessa forma! Para mim é indiferente se vou apodrecer no ar ou na terra. A terra pertence ao Senhor. Patria est ubicunque est bene. Eu estaria pronto para entregar minha vida onde ela não seria nem metade tão bem aplicada, se fosse pela vontade do meu Deus. Vivi fora do seu país por dez anos, tão bem quanto vivo nele. Que Deus seja glorificado: não estará em seu poder enforcar ou exilar Sua verdade.” Essas palavras ousadas Morton não se atreveu a punir. Melville criou uma tendência para o estudo da Literatura grega. No entanto, as reformas que seus novos métodos de ensino implicavam, e até algumas de suas novas doutrinas, como a contestação da infalibilidade de Aristóteles, trouxeram-no a conflitos com outros professores na universidade.

## Moderador da Assembleia Geral da Igreja

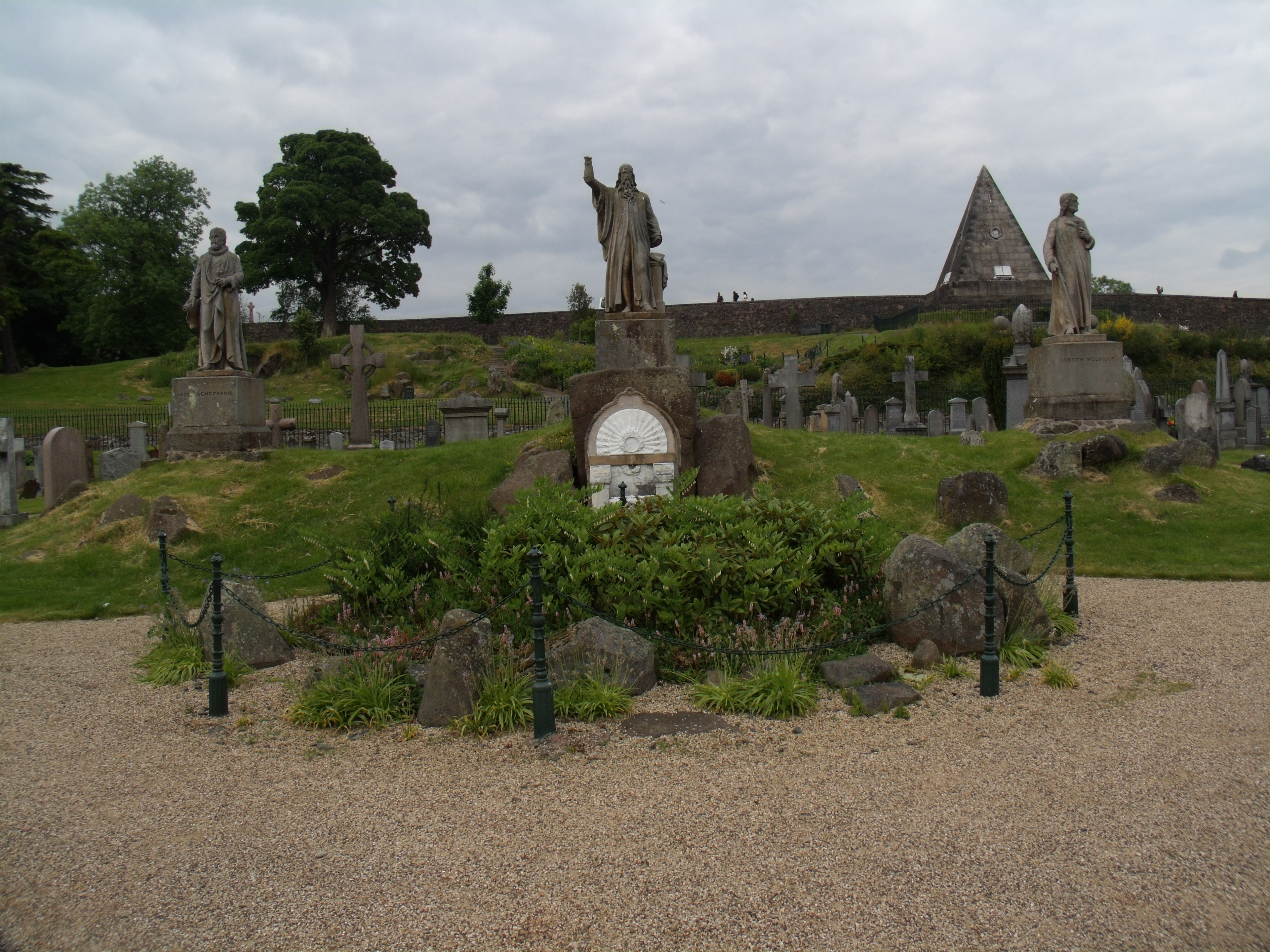
Da esquerda para a direita: Henderson, Knox, Melville. Valley Cemetery, Stirling

Broche da Disrupção de 1843 mostrando os túmulos de Andrew Melville, João Knox, David Welsh, James Renwick e Alexander Henderson

Melville foi moderador da Assembleia Geral que se reuniu em Edimburgo em 24 de abril de 1578, na qual o segundo Livro de Disciplina foi aprovado. A atenção da Assembleia voltou-se, nessa época, para a reforma e melhoria das universidades, e Melville foi, em dezembro de 1580, transferido de Glasgow para St. Andrews, sendo instalado como Diretor da St. Mary's College. Ali, além de dar aulas de teologia, ensinou línguas hebraica, caldeia, siríaca e rabínicas, e suas preleções foram frequentadas não apenas por jovens estudantes em número incomum, mas também por alguns professores de outras faculdades.
Ele foi moderador da Assembleia que se reuniu em St. Andrews em 24 de abril de 1582, e também de uma reunião extraordinária da Assembleia, realizada em Edimburgo em 27 de junho do mesmo ano, em consequência das medidas arbitrárias da corte, especialmente no caso de Robert Montgomery, o excomungado Arcebispo de Glasgow. Ele abriu as deliberações com um sermão no qual investiu corajosamente contra a autoridade absoluta que o governo reivindicava em assuntos eclesiásticos. Tendo a Assembleia concordado em apresentar uma remonstrância, Melville e outros foram designados para entregá-la ao rei, então na corte em Perth. Quando a remonstrância foi lida diante de Sua Majestade no conselho, o indignado conde de Arran exclamou ameaçadoramente: “Quem ousa subscrever estes artigos traiçoeiros?” “Nós ousamos”, respondeu o intrépido Melville, e tomando uma pena, assinou seu nome imediatamente. Seu exemplo foi seguido pelos outros comissários, e Lennox e Arran, impressionados pela determinação deles, os dispensaram em paz.
Por cerca de três anos, Melville pregou, auxiliado por seu sobrinho, na igreja paroquial de St. Andrews. Em fevereiro de 1584, foi citado perante o Conselho Privado para responder à acusação de traição, baseada em supostas declarações sediciosas que ele teria feito em um sermão sobre o capítulo 4 de Daniel, durante um jejum ocorrido no mês anterior; em especial, a alegação de que ele teria comparado a mãe do rei a Nabucodonosor, que foi banido do reino e mais tarde restaurado. Em sua apresentação, negou ter usado essas palavras, defendeu plenamente as que de fato usara e apresentou um protesto e recusa de jurisdição, declarando que deveria ser julgado pelo tribunal eclesiástico. Quando levado diante do rei e do conselho, afirmou ousadamente que haviam excedido sua jurisdição ao julgarem a doutrina ou chamarem para prestar contas qualquer um dos embaixadores ou mensageiros de um rei e conselho maiores do que eles, muito acima deles. Então, soltando uma pequena Bíblia hebraica de seu cinto e jogando-a sobre a mesa, declarou: “Para que vejam seu erro, precipitação e imprudência em assumir algo que nem deveriam nem podem fazer, aqui estão minhas instruções e autorização. Quero ver quem de vocês pode julgá-las ou me controlar nisso, alegando que ultrapassei minhas ordens.” Arran, vendo que o livro estava em hebraico, colocou-o nas mãos do rei, dizendo: “Senhor, ele está zombando de Vossa Majestade e do conselho.” “Não, meu lorde”, respondeu Melville, “não zombo, mas com toda sinceridade, zelo e seriedade, defendo a causa de Jesus Cristo e de Sua Igreja.” Não podendo provar a acusação contra ele e sem vontade de deixá-lo ir, o conselho o declarou culpado de declinar da jurisdição deles e de se comportar de maneira desrespeitosa, sentenciando-o a ser preso no Castelo de Edimburgo, ficando sujeito a ulterior punição pessoal e patrimonial a critério do rei. Porém, antes que fosse formalmente obrigado a se apresentar, seu local de reclusão foi alterado para o Castelo de Blackness, mantido por um dependente de Arran. Enquanto jantava, foi visitado pelo oficial do rei que o intimou a se apresentar em 24 horas; mas, para evitar o envio a Blackness, fugiu secretamente de Edimburgo. Após passar algum tempo em Berwick, seguiu para Londres e, em julho seguinte, visitou as universidades de Oxford e Cambridge, onde foi recebido de forma condizente com seu renome.

## Da Inglaterra a St Andrews

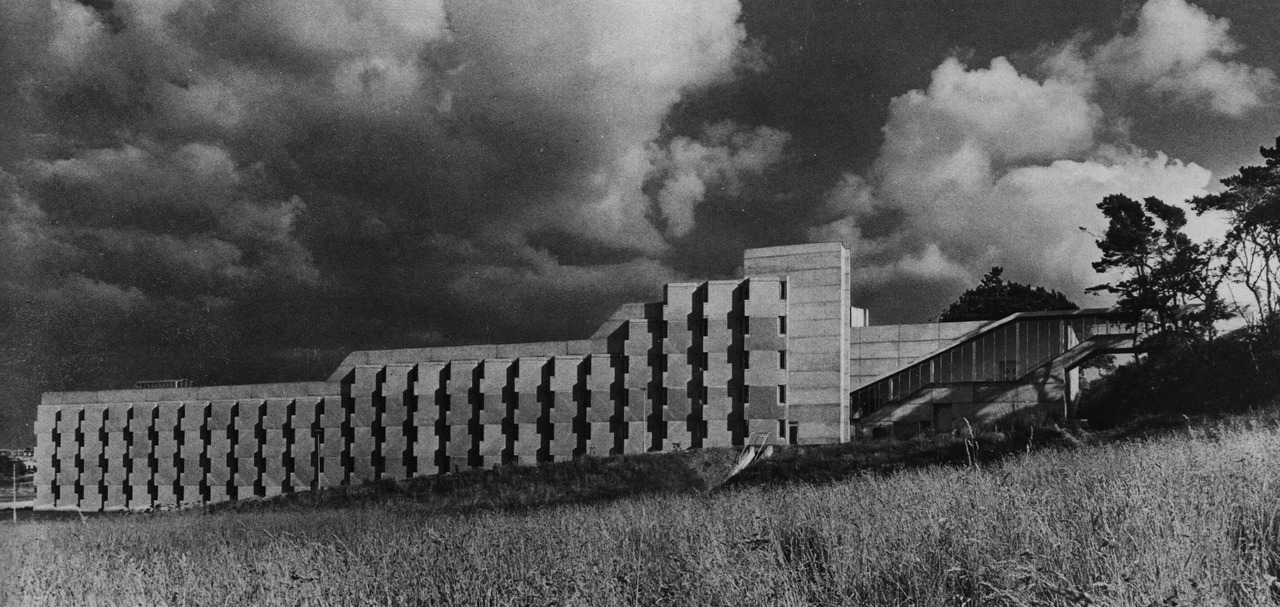
Andrew Melville Hall na Universidade de St Andrews

Retornou à Escócia em novembro de 1585, após vinte meses de ausência, e em março de 1586 retomou suas aulas em St Andrews, onde permaneceu por vinte anos; tornou-se Reitor da Universidade em 1590.
Com a queda do conde de Arran, Melville retornou à Escócia junto aos lordes banidos, em novembro de 1585. Tendo auxiliado a reorganizar a faculdade de Glasgow, retomou, em março seguinte, suas atividades em St. Andrews. O Sínodo de Fife, reunido em abril, excomungou Patrick Adamson, Arcebispo de St. Andrews, por suas tentativas de derrubar o governo presbiteriano na Igreja; em resposta, esse prelado emitiu uma sentença de excomunhão contra Melville e seu sobrinho, James Melville, juntamente com outros colegas. Devido a essa disputa com o arcebispo, Melville recebeu uma ordem escrita do rei para que permanecesse ao norte do Tay, não sendo reintegrado em seu posto na universidade até agosto seguinte. Mais tarde, quando Adamson foi destituído do arcebispado e enfrentou grande pobreza, sentindo-se abandonado pelo rei, escreveu uma carta a seu antigo antagonista, Melville, expressando arrependimento por suas ações passadas e pedindo ajuda. Melville apressou-se em visitá-lo e não só conseguiu doações para auxiliá-lo, mas continuou por vários meses a sustentá-lo com seus próprios recursos.
Em junho de 1587, Melville foi novamente eleito moderador da Assembleia e nomeado um dos comissários para acompanhar as deliberações do Parlamento. Esteve presente na coroação da rainha em 17 de maio de 1590 e recitou um poema em latim composto para a ocasião, publicado imediatamente a pedido do rei. Nesse mesmo ano, foi eleito reitor da universidade de St. Andrews, cargo que ocupou por diversas reeleições ao longo dos anos. Em maio de 1594, foi novamente eleito moderador da Assembleia. Pouco depois, compareceu perante os lordes dos artigos para argumentar pela perda de direitos dos lordes papistas, e junto com seu sobrinho e outros dois ministros, acompanhou o rei, a pedido deste, numa expedição contra eles. Em outubro de 1594, estava com o rei em Castelo de Huntly e defendeu sua demolição.

No ano seguinte, quando se discutia a revogação do exílio dos nobres papistas, foi com alguns outros ministros à convenção dos Estados em St. Andrews para se opor ao plano, mas foi convidado pelo rei a se retirar, o que fez, não sem antes dar uma resposta bastante firme. A comissão da Assembleia, reunida em Cupar, em Fife, enviou Melville e alguns colegas para argumentar com o rei. Tendo sido recebidos em audiência privada, James Melville começou a se dirigir ao monarca com grande brandura e respeito; mas, diante da impaciência do rei, que os acusou de sedição, Andrew tomou-o pela manga e, chamando-o de “humilde vassalo de Deus”, declarou:
Senhor, sempre reverenciaremos humildemente Vossa Majestade, especialmente em público, mas como agora temos esta oportunidade de estar a sós com Vossa Majestade, e a verdade é que estais em extremo perigo, tanto de vida quanto de coroa, e convosco o país e a Igreja de Cristo estão prestes a perecer, se não vos dissermos a verdade e não vos dermos conselho fiel, devemos cumprir nosso dever, senão seremos traidores tanto a Cristo quanto a vós! E, portanto, senhor, como em diversas ocasiões passadas, assim agora novamente, preciso dizer que há dois Reis e dois Reinos na Escócia. Há Cristo Jesus, o Rei, e Seu Reino, que é a Igreja, da qual o Rei Jaime VI é súdito, e do qual não é rei, nem senhor, nem cabeça, mas membro; e aqueles a quem Cristo chamou e ordenou que vigiassem Sua Igreja e governassem Seu reino espiritual têm dEle suficiente poder e autoridade para fazer isso, tanto individualmente quanto reunidos, o que nenhum rei ou príncipe cristão deveria controlar ou proibir, mas assistir e apoiar, caso contrário, não seriam fiéis súditos nem membros de Cristo.
O rei escutou pacientemente essa franca admoestação e os despediu com muitas promessas vazias que nunca cumpriu. Nos anos seguintes, o rei Jaime fez repetidas tentativas de submeter a Igreja a suas concepções arbitrárias, mas encontrou oposição firme em Andrew Melville; e, por fim, recorreu a um de seus expedientes que considerava a essência da “arte de governar” (“king-craft”) para assegurar o afastamento definitivo desse campeão do presbiterianismo da Escócia.
Por todo esse período, Melville protegeu as liberdades da Igreja Escocesa contra as investidas do governo. É amplamente aceito que, em geral, ele lutava pelos direitos constitucionalmente garantidos da Igreja. A principal acusação contra Melville é que seu fervor muitas vezes o levou a esquecer a reverência devida a um “monarca ungido”. Quando o rei agia de forma arbitrária e ilegal, precisava ser lembrado de que, embora fosse rei entre os homens, não passava de “humilde vassalo de Deus.” A “grosseria” de Melville (se for assim que se chame) foi o desabafo de uma justa indignação de um homem zeloso pela pureza da religião e indiferente às consequências pessoais.

Seu sobrinho James Melville, que presenciou o episódio, registrou a célebre declaração que Andrew fez em Falkland, em particular ao Rei Jaime VI da Escócia (futuro Jaime I da Inglaterra). Chamando-o de “humilde vassalo de Deus” e segurando-o pela manga, disse (em tradução livre):
Senhor, sempre reverenciaremos humildemente Vossa Majestade em público, mas, como temos agora esta ocasião de estar em privado, e a verdade é que estais em grande risco, tanto de vida quanto de coroa, e convosco o país e a Igreja de Cristo correm risco de ruína por não vos dizermos a verdade nem vos darmos conselho fiel — temos de cumprir nosso dever, ou seremos traidores tanto de Cristo quanto de vós! E agora, Senhor, devo dizer que há dois Reis e dois Reinos na Escócia. Há Cristo Jesus, o Rei, e Seu Reino, que é a Igreja, da qual o Rei Jaime VI é súdito, e não seu rei, nem senhor, nem cabeça, mas um membro! E aqueles a quem Cristo chamou e ordenou que vigiassem Sua Igreja e governassem Seu reino espiritual têm autoridade suficiente dEle para fazê-lo, tanto conjuntamente quanto separadamente; autoridade essa que rei ou príncipe cristão algum deve controlar ou anular, mas sim fortalecer e apoiar, do contrário não seria um súdito nem membro fiel de Cristo.

## Rei Jaime e prisão
Em 1599, foi destituído do cargo de reitor, mas nomeado decano da Faculdade de Teologia. O encerramento da carreira de Melville na Escócia ocorreu, por fim, por ação de Jaime de uma forma típica. Em maio de 1606, Melville, seu sobrinho e outros seis colegas foram chamados a Londres por carta do rei, sob o pretexto de que Sua Majestade desejava consultá-los sobre assuntos da Igreja. Pouco depois de chegarem, participaram da famosa conferência realizada em 23 de setembro, na presença do rei em Hampton Court, na qual Melville discursou longamente, com uma ousadia que surpreendeu a nobreza e o clero ingleses. No dia de São Miguel, Melville e seus companheiros foram obrigados a assistir ao culto na capela real, onde, escandalizado pelo caráter próximo do catolicismo no serviço religioso, expressou sua indignação, já de volta ao alojamento, em um epigrama latino. Porém, uma cópia desse epigrama chegou às mãos do rei, e ele foi levado ao Conselho em Whitehall. Por “scandalum magnatum”, foi entregue, inicialmente, à custódia do reitor da Catedral de St. Paul, e depois à do bispo de Winchester; porém, por fim, foi enviado à Torre de Londres, onde permaneceu preso por quatro anos.
- Eis o epigrama:

Cur stant clausi Anglis libri duo regia in ara,  Lumina casca duo, pollubra sicca duo?  Num sensum cultumque Dei tenet Anglia clausum,  Lumine exca suo, sorde sepulta sua?  Romano an ritu, dum regalem instruit aram,  Purpuream pingit religiosa lupam?
- Tradução:

Por que permanecem no altar elevado  
Dois livros fechados, luzes cegas, duas bacias secas?  
Acaso a Inglaterra retém a mente de Deus e o culto de forma restrita,  
cega de sua visão e enterrada em sua escória?  
Acaso ela, com a capela vestida em trajes romanos,  

expressa religiosamente a prostituta púrpura?
E por isso Melville foi enviado à Torre de Londres.
No início, foi tratado com o máximo rigor, sendo-lhe negados até papel, pena e tinta; porém, seu ânimo permaneceu inabalável, e ele distraía as horas solitárias compondo versos em latim, que gravava nas paredes de sua cela com a lingueta do fivelo do sapato. Por intermédio de alguns amigos na corte, após quase dez meses, seu confinamento foi atenuado. No fim de 1607, os protestantes de La Rochelle tentaram contratá-lo como professor de teologia em seu colégio, mas o rei não consentiu em sua libertação.

## Libertação para a França
Por fim, em fevereiro de 1611, pela intercessão do duque de Bouillon, foi libertado da prisão, com a condição de assumir a cátedra de teologia na universidade protestante de Sedã, na França, onde passou o restante de sua vida, vindo a falecer em 1622, aos 77 anos. Uma vez liberto, porém proibido de retornar à sua terra natal, recebeu o convite para ocupar uma cátedra na Academia de Sedã, onde viveu seus últimos onze anos de vida.

## Vida pessoal
Seu biógrafo, Dr. M’Crie, diz que Andrew Melville “foi o primeiro escocês a unir um gosto pela literatura elegante a um amplo conhecimento de teologia.” Embora tenha desempenhado um papel de destaque em todas as grandes questões públicas de sua época, ele nem liderava nem fingia liderar um partido. Em particular, era companheiro agradável, notável por sua alegria e bondade de temperamento. Nunca se casou. Além da informação de que era baixo de estatura, não há descrição existente de sua aparência física, nem se conhece qualquer retrato dele.
A maior parte de seus escritos consiste em poemas em latim. O Dr. M'Crie, cujo Life of Andrew Melville foi publicado em 1824, em dois volumes, listou todos os seus trabalhos, impressos ou em manuscrito, e não há nenhum muito extenso entre eles.

## Obras
Para uma lista moderna, consulte Holloway.
Obras listadas por Hew Scott incluem:
- Carmen Mosis (Basel, 1573), reimpresso em Delitice Poetarum Scotorum (Amsterdam, 1637);
- Julii Cæsaris Scaligeri Posmata (Genebra, 1575);
- "Στεϕανισκίων, Ad Scotiæ Regem, habitum" in Coronatione Reginæ, etc. (Edimburgo, 1590);
- Carmina Sacra duo, etc. (Genebra, 1590);
- Principis Scoti-Britannorum Natalia (Edimburgo: Robert Waldegrave, 1594; Hague, 1594);
- Theses Theological de Libero Arbitrio (Edimburgo, 1597);
- Scholastica Diatriba de Rebus Divinis (Edimburgo, 1599);
- Inscriptiones Historical Regum Scotorum... Joh. Jonston... Auctore... Præfixus est Gathelus, sive de Gentis Origine Fragmentum, Andreas Melvini (Amsterdã, 1602);

vários poemas
- In Obitum Johannis Wallasii (Leida, 1603);
- Pro supplici Evangelicorum Ministrorum in Anglia... Apologia, sive Anti- Tami – Garni – Categoria (?1604; reimpresso em Parasynagma Perthense de Calderwood, Edimburgo, 1620, e em Altare Damascenum, 1623);
- Quatro cartas em Lusus Poetici de David Hume (Edimburgo, 1605);
- Sidera Veteris Ævi, de John Johnston [contém dois poemas de Melville] (Saumur, 1611);
- Comment, in Apost. Acta M. Johannis Malcolmi [versos de M. ao final] (Middelburg, 1615);
- Duellum Poeticum contendentibus G. Eglisemmio et G. Buchanano (Londres, 1618; inclui Cavillum in Aram Regiam, o Epigrama sobre a Capela Real);
- Três epigramas em Sir James Sempill's Sacriledge Sacredly Handled (Londres, 1619);
- Viri clarissimi A. Melvini Musæ [a biografia de Adamson, etc., em anexo, não é de Melville] (Edimburgo, 1620);
- De Adiaphoris, Σκωτιστὸν τυχὸν, Aphorismi (1622);
- Epitáfio sobre James Melville em seu Ad Serenissimum Jacobum Primum... Libellus Supplex (Londres, 1645);
- Andrew Melvini Scotia;
- Topographia in Blaeu's Atlas Major (Amsterdã, 1662);
- Cinco poemas em Kollman's De Diebus Festis (Utrecht, 1693);
- Commentarius in Divinam Pauli Epistolam ad Romanos (Wodrow Society, Edimburgo, 1850)